# زملول غامض
زملول غامض (الاسم العلمي: Exobasidium dubium) هو نوع من الفطريات يتبع جنس الزملول من فصيلة الزملولية.